# Hyacint-familien
Hyacint-familien (Hyacinthaceae) er udbredt i hele Eurasien og især i Sydafrika og Sydøstasien. Det er løgvækster med smalle blade og stande af klokkeformede blomster på særlige skud. Her nævnes kun de slægter, der rummer arter, som dyrkes eller er vildtvoksende i Danmark.
| Slægter |

| - Albuca - Alrawia - Amphisiphon - Androsiphon - Barnardia - Battandiera - Bellevalia - Bowiea - Brimeura - Kamassia (Camassia) - Snepryd (Chionodoxa) - Chlorogalum - Curculigo - Daubenya - Dipcadi - Drimia - Drimiopsis - Pragtlys-slægten (Eucomis) - Fortunatia - Sommerhyacinth (Galtonia) | - Klokkeskilla (Hyacinthoides) - Hyacint (Hyacinthus) - Hyacynthella - Lachenalia - Ledebouria - Leopoldia - Litanthus - Massonia - Perlehyacint (Muscari) - Muscarimia - Neobakeria - Neopatersonia - Fuglemælk Ornithogalum - Oziroe - Paradislilje (Paradisea) - Periboea - Polyxena - Pseudogaltonia - Puschkinia - Resnova | - Rhadamanthus - Rhodocodon - Schizobasis - Schizocarphus - Schoenolirion - Skilla (Scilla) - Tenicroa - Thuranthos - Strandløg-slægten (Urginea) - Veltheimia - Whiteheadia |